# 華特·卓波
華特·卓波（英語：Walt Dropo，1923年1月30日—2010年12月17日），為美國職棒大聯盟的一壘手。生涯曾效力過紅襪、老虎、白襪、紅腿與金鶯等隊。

## 職業生涯
1946年NFL選秀，卓波在第9輪被芝加哥熊選走。另外在1947年BAA選秀，卓波在首輪第4順位被普羅維登斯蒸汽壓路機選走。不過卓波都沒和這兩支球隊簽約，相反地，他選擇加盟波士頓紅襪，開啟職棒生涯。1949年4月19日，卓波登上大聯盟，並敲出6支安打。
1950年，卓波的打擊率為3成22，並敲出34轟與144分打點。最終他拿下美聯打點王和新人王他也在這年入選生涯唯一一次明星賽。
1951年，卓波因為手腕骨折導致打擊能力迅速下滑。後來他在1952年6月3日被交易到老虎，並在新東家達成連12個打數敲安的大聯盟紀錄。該年他敲出29轟與97分打點，但這也是他職棒生涯的最後一次巔峰期。之後他單季都達不了20轟，打擊率也不到2成81。

## 逝世
2010年12月17日，卓波因自然原因去世，享年87歲。之後他被葬在康乃狄克州的Evergreen公墓。

## 生涯成就
- 美聯新人王（1950年）
- 入選明星賽（1950年）
- MVP票選前10名（1950年，第6名）
- 美聯打點王（1950年，144分）
- 美聯壘打數王（1950年，326個）
- 大聯盟紀錄連12打數敲安（1952年7月15日）
- 大聯盟紀錄連12打席敲安（1952年7月15日）
- 美聯紀錄4場比賽敲出15支安打（1952年7月16日）
- 大聯盟第一位單季打點數高於出賽數的新人（1950年，136場出賽敲出144分打點）
- 紅襪隊史單季最多轟新人（34轟）
- 紅襪隊史首位獲選新人王（1950年）

## 生涯打擊成績
| 出賽次數 | 打席 | 打數 | 得分 | 安打 | 二安 | 三安 | 全壘打 | 打點 | 盜壘 | 保送 | 三振 | 打擊率 | 上壘率 | 長打率 | OPS  |
| -------- | ---- | ---- | ---- | ---- | ---- | ---- | ------ | ---- | ---- | ---- | ---- | ------ | ------ | ------ | ---- |
| 1288     | 4522 | 4124 | 478  | 1113 | 168  | 22   | 152    | 704  | 5    | 328  | 582  | .270   | .326   | .432   | .757 |

## 外部連結
- 球員資訊和成績在MLB，ESPN，Baseball-Reference，Fangraphs（英文）